# العصب الشوكي الصدري 10
العصب الشوكي الصدري العاشر (T10) هو عصب شوكي من القطعة الصدرية.

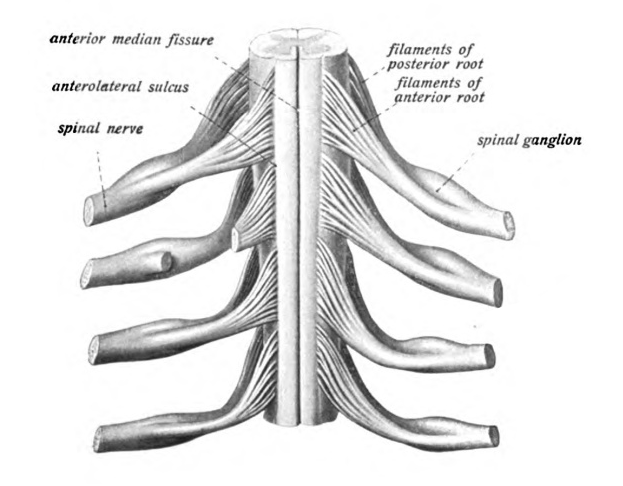
الحبل الشوكي مع الأعصاب الشوكية.

ينشأ من العمود الفقري من أسفل الفقرة الصدرية العاشرة (T10).